# Palazzo Borghese (montagna)
Palazzo Borghese è un monte situato nelle Marche, in Provincia di Macerata, nel Parco nazionale dei Monti Sibillini, a 2145 m s.l.m..

## Geografia
Non vi sono paesi nelle immediate vicinanze di Palazzo Borghese: il più vicino sul versante umbro è Castelluccio di Norcia, mentre attraversando il limitrofo Passo di Sasso Borghese si supera la Catena dei Sibillini, per giungere sul versante adriatico al paesino di Foce e le sorgenti del fiume Aso.

## Accesso alla vetta
Situato nel cuore del massiccio Sibillino, Palazzo Borghese è raggiungibile dai vicini Monte Porche e Monte Argentella, dal parcheggio della stazione sciistica del Monte Prata (seguendo il sentiero sterrato che sale alla destra della strada asfaltata) o direttamente dalla frazione "Foce" di Montemonaco.